# Lista zabytków w Attard
To jest lista zabytków w miejscowości Attard na Malcie, które są umieszczone na liście National Inventory of the Cultural Property of the Maltese Islands.

## Lista
| Nazwa zabytku                                                          | Lokalizacja                              | Współrzędne                                   | Nr na liście NICPMI | Zdjęcie |
| ---------------------------------------------------------------------- | ---------------------------------------- | --------------------------------------------- | ------------------- | ------- |
| Statuy św. Piotra i św. Pawła                                          | 89 Triq San’Antnin / Trejqet ta’ Regin   | 35°53′43,6″N 14°26′42,0″E/35,895432 14,445013 | 00145               |         |
| Kościół Zwiastowania (tablica w miejscu zburzonego kościoła)           | Triq il-Kbira / Triq L-Imdina            | 35°53′24,2″N 14°26′31,3″E/35,890044 14,442033 | 00146               |         |
| Nisza Niepokalanego Poczęcia                                           | 16A Triq il-Kbira                        | 35°53′25,1″N 14°26′33,0″E/35,890306 14,442500 | 00147               |         |
| Kościół Wniebowzięcia NMP (parafialny)                                 | Misrah il-Knisja                         | 35°53′27″N 14°26′36″E/35,890833 14,443333     | 00148               |         |
| Nisza Wniebowzięcia Matki Bożej                                        | Triq il-Kbira / Triq il-Mosta            | 35°53′27,3″N 14°26′34,5″E/35,890917 14,442917 | 00149               |         |
| Nisza Wniebowzięcia Matki Bożej                                        | Triq Sant’ Anna / Triq San Duminku       | 35°53′30,2″N 14°26′34,7″E/35,891736 14,442958 | 00150               |         |
| Kaplica św. Rocha                                                      | Triq Sant’ Anna                          | 35°53′31,7″N 14°26′34,3″E/35,892139 14,442861 | 00151               |         |
| Nisza św. Dominika                                                     | 39 Triq San Duminku                      | 35°53′31,0″N 14°26′36,6″E/35,891944 14,443500 | 00152               |         |
| Nisza św. Józefa                                                       | Triq il-Kbira / Triq San Duminku         | 35°53′30,7″N 14°26′37,0″E/35,891861 14,443611 | 00153               |         |
| Nisza Matki Bożej Łaskawej                                             | 12 Triq il-Mithna                        | 35°53′32,7″N 14°26′36,5″E/35,892417 14,443472 | 00154               |         |
| Nisza Niepokalanego Poczęcia                                           | 8 Triq Sant’Anna                         | 35°53′28,6″N 14°26′34,6″E/35,891278 14,442944 | 00155               |         |
| Nisza św. Pawła                                                        | Triq San Pawl                            | 35°53′20,5″N 14°26′35,4″E/35,889028 14,443167 | 00156               |         |
| Kaplica św. Pawła                                                      | Triq San Pawl                            | 35°53′19,9″N 14°26′37,0″E/35,888861 14,443611 | 00157               |         |
| Kościół Chrystusa Zbawiciela (tablica upamiętniająca zburzony kościół) | Triq is-Salvatur                         | 35°53′21,1″N 14°26′17,8″E/35,889194 14,438278 | 00158               |         |
| Nisza Matki Bożej Łaskawej                                             | 28 Triq L-Imdina                         | 35°53′23,3″N 14°26′25,1″E/35,889806 14,440311 | 00159               |         |
| Villa Bologna                                                          | Triq San’Antnin                          | 35°53′39,8″N 14°26′40,1″E/35,894389 14,444472 | 01150               |         |
| Villa Roseville                                                        | Triq San’Antnin                          | 35°53′39,0″N 14°26′41,9″E/35,894167 14,444972 | 01151               |         |
| Pałac San Anton                                                        | Triq San’Antnin                          | 35°53′47″N 14°26′48″E/35,896389 14,446667     | 01152               |         |
| Akwedukt Wignacourta                                                   | Qrib San’Antnin / Triq Peter Paul Rubens | 35°53′34,5″N 14°26′56,8″E/35,892917 14,449111 | 01153               |         |